# Bondage Fairies (Manga)
Die Bondage Fairies (jap. インセクト・ハンター, Insekuto Hantā) ist eine 5-bändige Hentai-Manga-Reihe des japanischen Mangaka Teruo Kakuta (unter dem Künstlernamen Kondom). Gestartet wurde die Serie als Insect Hunter 1990 im Magazin Young Lemon. Inhaltlich thematisiert der Manga zahlreiche Fetischthemen. Diese werden in losen Abenteuern durch die beiden Hauptcharaktere Pfil und Pamila, zwei in Fetischaccessoires gekleidete Naturgeister, durchlebt.

## Inhalt
Häufig geraten die beiden Protagonistinnen in Abenteuer mit anderen Lebewesen des Waldes. Hier kommt es dann zu verschiedenen sexuellen Handlungen, die sich in den meist trivialen Hauptplot einfügen. Es werden vor allem Masturbation, lesbische Praktiken sowie Handlungen aus dem Bereich Fetischkultur und Bondage dargestellt. Da es sich bei allen Protagonisten um Lebewesen des Waldes handelt, wird indirekt Zoophilie gezeigt.
Kakuta tritt mehrmals selbst auf, so in der Gestalt des Zeichners, der sich Kondom nennt und sein Gesicht durch ein überdimensionales Kondom verhüllt hat. Bei den Abenteuern der Elfen mit Kondom werden erstere als zierliche Zikaden dargestellt.

## Veröffentlichungen
Der erste Band Insect Hunter enthält Geschichten, die im Magazin Young Lemon des Verlags Kubo Shoten von Juli 1990 bis April 1991 erstveröffentlicht wurden sowie eine, die noch zuvor im Lemon People erschien und eine Geschichte aus einer Anthologie. Der Sammelband erschien im Februar 1990 als Tankōbon. Ab dem 2. Band, der am 5. April 1993 erschien und am 25. November 1998 neu aufgelegt wurde, wurde die Reihe in Bondage Fairies umbenannt. Der erste Band wurde am 20. Oktober 1993 als Fairy Fetish neu als nun Band 2 aufgelegt. Es folgten weitere Editionen von Geschichten von Kondom, die zuvor in diversen Magazinen erschienen waren. Der 5. Band Fairy Clinic erschien am 10. November 2004 und enthält Geschichten die zwischen 1995 und 1997 im Magazin Gekkan Young Kiss des Verlags Kubo Shoten erstveröffentlicht wurden.
Eine Übersetzung der ersten drei Bände liegt für Deutschland durch den Verlag OVA 18 Manga vor und wurde über BD erotix vertrieben. Übersetzt wurde von Mille. Die Reihe gehört zum Bereich der Erwachsenencomics und wird in Deutschland entsprechend mit einem Jugendschutz-Hinweis vertrieben. In den USA kam der Manga zuerst bei Antarctic Press in den frühen 1990er Jahren heraus, später hat Eros Comix durch Studio Proteus Übersetzungen anfertigen lassen, in Schweden wurde die Reihe als Bondageälvorna durch den Epix Förlag veröffentlicht, in Frankreich haben Bdérogène, in Italien E.F. Edizioni diese Aufgabe übernommen.

## Rezeption
Der Manga gehört zu den ersten international erfolgreichen adult Manga, so Jen Wang. Auch wenn die absurdesten Sexszenen gezeigt werden, mit Männern stets in der Form von Insekten und meist übergriffig bis vergewaltigend, die Protagonistinnen würden stets ihre Würde bewahren und die Bösen am Ende bestrafen. Die Mädchen seien auf eine für die 1980er Jahre typische Weise niedlich gezeichnet, während die Insekten erstaunlich akkurat und kein Stück vermenschlicht gezeigt werden – bis auf ihre Penisse. Auch wenn die Zoophilie einige abschrecken möge, so biete der Manga doch Comedy und Erwachsenenunterhaltung mit liebenswerten Charakteren und bizzarem Sex, bei dem sich jeder frage, wie der Autor darauf gekommen sein mag.